# ارن‌کوی (یوسف‌علی)
ارن‌کوی (به ترکی استانبولی: Erenköy) یک منطقهٔ مسکونی در ترکیه است که در یوسف‌علی واقع شده‌است. ارن‌کوی ۱۴۵ نفر جمعیت دارد.